# Juan Antonio de Vizarrón y Eguiarreta
Juan Antonio de Vizarrón y Eguiarreta (El Puerto de Santa María, 2 settembre 1682 – Città del Messico, 25 gennaio 1747) fu arcivescovo di Città del Messico dal 21 marzo 1731 al 25 gennaio 1747, e viceré della Nuova Spagna dal 17 marzo 1734 al 17 agosto 1740.

## Inizi della carriera
Studiò presso il Collegio di San Clemente a Roma. Nel momento in cui fu nominato arcivescovo di Città del Messico (13 gennaio 1730), era arcidiacono della chiesa patriarcale di Siviglia. Era anche cappellano del re. Fu consacrato arcivescovo a Città del Messico il 13 maggio 1730, prendendo possesso formale dell'arcidiocesi il 21 marzo 1731.

## Viceré della Nuova Spagna
Nel 1734 assunse il governo del vicereame in base agli ordini inviati dalla Corona spagnola. Gli ordini furono aperti dalla Audiencia in occasione della morte del precedente viceré, Juan de Acuña y Bejarano. Essi nominarono Vizarrón y Eguiarreta quale suo successore.
Come viceré, confiscò le proprietà del duca di Monteleone, discendente di Hernán Cortés, a causa del suo coinvolgimento nella guerra condotta contro Filippo V di Spagna a Napoli. Rafforzò i presidi di Coahuila a causa della vicinanza dei francesi. Due di loro si trovavano 30 e 55 leghe (170 e 300 km) a nord di Monclova.

## I disastri del 1735 e del 1736
Nel 1735 una tempesta inondò completamente l'insediamento di Saint Augustine, in Florida, ed il viceré inviò soccorsi.
Il 1736 fu disastroso per la Nuova Spagna. Forti venti settentrionali sradicarono alberi e rovesciarono le banderuole segnavento e le croci presenti sugli edifici. Apparve una cometa, provocando panico nella popolazione che la considerava un segno nefasto. Ad ottobre scoppiò una grave epidemia di matlazáhuatl (forse febbre gialla o vaiolo) nelle vicinanze di Città del Messico. Vizarrón y Eguiarreta tentò di limitare le conseguenze dell'epidemia, che si dice aver ucciso due terzi della popolazione indiana della capitale. La cosa sicura è che uccise migliaia di uomini, in prevalenza indiani, in molte città e villaggi. Per combattere la piaga il viceré ordinò di convertire numerosi edifici pubblici in ospedali, e fece un voto a Nostra Signora di Guadalupe nel 1737. Rifornì di cibo tutti gli ammalati.

## Altre azioni da viceré
Sempre nel 1736 furono scoperte nuove miniere d'argento in Arizona, scatenando una corsa per l'accaparramento delle miniere.
Nel 1737 apparve un profeta religioso tra gli indiani Guaima e Pima. Si trattava di Agustín Ascuchul, che affermava di aver ricevuto un'apparizione del dio Moctezuma che, in quell'occasione, l'avrebbe nominato profeta. Disse agli indiani di seguirlo in un nuovo posto, per adorare il dio. Oltre 5000 nativi abbandonarono le proprie case seguendo il profeta. Il governatore di Sonora, Juan Bautista de Anza, interpretò la cosa come una ribellione. In poco tempo sedò la rivolta ed impiccò il profeta.
Gli inglesi stavano svolgendo molto contrabbando, ed il viceré si impegnò per fermare i loro traffici. Quando l'Armada de Barlovento(guardiacosta) requisì quattro navi britanniche dirette in Nuova Spagna, Vizarrón y Eguiarreta era sul punto di rompere le relazioni. Gli inglesi inviarono un numeroso contingente nella regione, ma l'incidente fu risolto in modo diplomatico. Nel 1739 gli inglesi dichiararono guerra alla Spagna, minacciando di invadere le colonie spagnole delle Americhe. A causa della guerra con l'Inghilterra, Vizarrón y Eguiarreta rafforzò le guarnigioni di San Juan de Ulúa e Veracruz, fornendo armi, militari, rifornimenti e soldi destinati a Florida, Puerto Rico, Santo Domingo e Cartagena.
Mandò aiuti agli spagnoli della California e della Capitaneria Generale del Guatemala, dove erano scoppiate rivolte indiane. I ribelli del Guatemala erano armati ed assistiti dagli inglesi del Belize, ed assaltavano e depredavano gli insediamenti spagnoli sulla costa. In California gli indiani avevano ucciso due missionari gesuiti, alcuni soldati ed indiani amichevoli. Spagnoli ed alleati indiani trovarono rifugio a Loreto (Bassa California del Sud). Il viceré ordinò che una flotta dell'Armada de Barlovento andasse presso le Isole Vergini per cacciare i danesi, ma le navi non raggiunsero la destinazione.
Continuò la propria lotta al banditismo. Mandò due milioni di pesos in argento in Spagna come contributo per la ricostruzione del Palazzo Reale di Madrid, distrutto da un incendio nel 1734. La zecca di Città del Messico fu completata, e le strade riparate. La sua rivoluzione del conio delle monete fece infuriare i mercanti d'argento.

## Ultimi anni
Nel 1740 lasciò il potere civile a Pedro de Castro y Figueroa, mantenendo però il titolo di arcivescovo fino alla morte, giunta nel 1747. Durante il suo mandato da arcivescovo fece costruire il palazzo arcivescovile ed il Collegio di San Fernando. Morì il 25 gennaio 1747 a Città del Messico, e fu sepolto nella cattedrale cittadina.

## Genealogia episcopale e successione apostolica
La genealogia episcopale è:
- Cardinale Guillaume d'Estouteville, O.S.B.Clun.
- Papa Sisto IV
- Papa Giulio II
- Cardinale Raffaele Sansone Riario
- Papa Leone X
- Papa Paolo III
- Cardinale Francesco Pisani
- Cardinale Alfonso Gesualdo di Conza
- Papa Clemente VIII
- Cardinale Pietro Aldobrandini
- Cardinale Laudivio Zacchia
- Cardinale Antonio Barberini, O.F.M.Cap.
- Cardinale Marcantonio Franciotti
- Cardinale Giambattista Spada
- Cardinale Carlo Pio di Savoia
- Arcivescovo Giacomo Palafox y Cardona
- Cardinale Luis Manuel Fernández de Portocarrero-Bocanegra y Moscoso-Osorio
- Patriarca Pedro Portocarrero y Guzmán
- Vescovo Silvestre García Escalona
- Vescovo Juan Antonio de Lardizabal y Elorza
- Arcivescovo Juan Antonio de Vizarrón y Eguiarreta

La successione apostolica è:
- Vescovo José Francisco Martínez de Tejada y Díez de Velasco, O.F.M. (1734)
- Vescovo José Cubero Ramírez de Arellano, O. de M. (1735)
- Vescovo Martín de Elizacoechea (1736)
- Arcivescovo Pedro Pardo de Figueroa, O.M. (1736)
- Vescovo Tomás Montaño y Aarón (1738)
- Vescovo Diego Felipe Gómez de Angulo (1745)